# Visszaélés nukleáris létesítmény üzemeltetésével
A visszaélés nukleáris létesítmény üzemeltetésével a közbiztonság elleni bűncselekmények csoportjába tartozik, e bűncselekmény biztosítja a nukleáris üzemek, létesítmények biztonságos üzemeltetéséhez fűződő társadalmi érdeket.

## Magyar szabályozás
Btk. 264/A. § 
- (1) Aki jogszabályban meghatározott engedély nélkül vagy az engedélytől eltérően nukleáris létesítményt üzemeltet, bűntettet követ el, és öt évig terjedő szabadságvesztéssel büntetendő.
- (2) Aki az (1) bekezdésben meghatározott bűncselekményt bűnszövetségben követi el, két évtől nyolc évig terjedő szabadságvesztéssel büntetendő.
- (3) Aki nukleáris létesítmény üzemeltetésével való visszaélésre irányuló előkészületet követ el, bűntett miatt három évig terjedő szabadságvesztéssel büntetendő.

### Elkövetési tárgy
A bűncselekmény elkövetési tárgya a nukleáris létesítmény (atomerőmű, oktató atomreaktor, atomfűtőmű). Az atomerőmű nukleáris láncreakciót felhasználó energiaátalakító üzem. 

### Elkövetési magatartás
A bűncselekmény elkövetési magatartása a jogszabályban meghatározott engedély nélküli üzemeltetés, vagy az engedélytől eltérő módon megvalósuló üzemeltetés. Üzemeltetés alatt a nukleáris létesítmény működtetését kell érteni. 

### Bűnszövetség
Súlyosabban büntetik az elkövetőket, ha a cselekményüket bűnszövetségben valósítják meg. A Btk. 137. § 7. pontja alapján bűnszövetség akkor létesül, ha két vagy több személy bűncselekményeket szervezetten követ el, vagy ebben megállapodik, és legalább egy bűncselekmény elkövetését megkísérlik, de nem jön létre bűnszervezet.
A törvény az előkészületet is bünteti.